# Asghar Afghan
Mohammad Asghar Afghan (tên khai sinh là Mohammad Asghar Stanikzai tiếng Pashtun: محمد اصغر ستانکزی, sinh 22 tháng 2 năm 1987 tại Kabul, Afghanistan) là một cựu cầu thủ cricket thi đấu cho đội tuyển cricket quốc gia Afghanistan ở vị trí đánh bóng thuận tay phải và là người giao banh với tốc độ trung bình nhanh.